# 劉鴻杰
劉鴻杰（1993年11月10日—），台灣男子排球運動員，畢業於國立臺灣師範大學運動競技學系，雙胞胎哥哥劉鴻敏同為排球選手。

## 球員生涯
2018年亞洲運動會結束後與哥哥劉鴻敏同赴中国男子排球超級联赛、泰國男子排球聯賽等聯賽試訓，最終加盟泰國球隊Diamond Food Saraburi VC。
2019年7月，劉鴻杰加盟日本排球聯賽豐田合成排球隊（該球隊於同年8月1日改名為名古屋狼犬），其後曾因傷淡出球場一段時間。2023年，企業十八年賽季，與哥哥劉鴻敏一同加盟連莊排球隊，協助隊伍取得聯賽總冠軍，並中斷衛冕冠軍台電男排8連霸。2023年8月，加盟日本排球聯賽的V2隊伍久保田Spears，這是他時隔三年二度旅日，將身披12號球衣在2023至2024賽季與隊友一同奮戰。

## 經歷
- 中華臺北代表：
  - 世界大學運動會：2015[8]、2017
  - 亞洲運動會：2018
  - 亞洲男子排球錦標賽：2015[9]
  - 亞洲盃排球賽：2018、2022

## 榮譽

### 國家隊
- 2018年 - 亞洲運動會排球比賽： 季軍

### 俱樂部
- 2022–2023 企業十八年甲級男女排球聯賽： 冠軍（連莊排球隊）

### 個人獎項
- 2017年 - 企業十二年甲級男女排球聯賽：年度優秀球員
- 2023年 - 企業十八年甲級男女排球聯賽：年度優秀球員

## 所屬球隊
- 臺北縣鶯歌國小排球隊
- 臺北縣鶯歌國中排球隊
- 新北市華僑高中排球隊
- 臺北市臺灣師大排球隊
- 企業排球聯賽 美津濃男子排球隊
- 企業排球聯賽 國訓中心男子排球隊
- 泰國職業排球聯賽 Diamond food男子排球隊
- 日本排球聯賽 豐田合成
- 企業排球聯賽 連莊排球隊
- 日本排球聯賽 久保田Spears（日语：クボタスピアーズ (バレーボール)）

## 戲劇作品
- HIStory2越界

## 外部連結
- 企排聯賽官網-劉鴻杰
- 劉鴻杰的Instagram帳戶
- 鴻敏 鴻杰 TWINS的Facebook專頁